# Max Henríquez Ureña

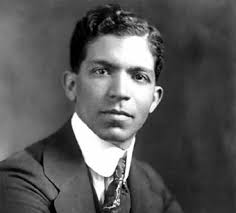
Max Henriquez Ureña

Max Henríquez Ureña (* 16. November 1885 in Santo Domingo; † 23. Januar 1968 ebenda) war ein bedeutender dominikanischer Schriftsteller, Gelehrter und Diplomat.

## Leben
Max Henríquez Ureña wurde in eine Intellektuellenfamilie geboren. Seine Mutter war Salomé Ureña, eine bedeutsame dominikanische Dichterin und Feministin, und sein Großvater Nícolás Ureña de Mendoza war Politiker.
Nach Beendigung seiner Schulausbildung schickte sein Vater Francisco Henríquez y Carvajal ihn zum Studium nach New York. Von dort ging er nach Kuba, wo er sich mehrere Jahre aufhielt und promovierte. Er galt als ausgezeichneter Redner und hielt zahlreiche Vorträge. Wie sein Bruder Pedro Henríquez Ureña reiste er quer durch die Vereinigten Staaten von Amerika und Lateinamerika und unterhielt Kontakte zu einer Vielzahl gleichgesinnter Intellektueller. Über seine Aufenthalte in Mexiko (1907), Kuba (1920), Südamerika (1921) und Europa (1921) führte er Tagebuch (erstmals 2012 im Rahmen seiner Werkausgabe als 19. Band Diarios de viaje veröffentlicht). Er hatte breit gefächerte Interessen, die sich von der Literatur über die Sprachwissenschaft bis zur Musikwissenschaft und Politologie erstreckten. Max Henríquez Ureña starb am 23. Januar 1968 in Santo Domingo.
Henríques Ureña war korrespondierendes Mitglied der Academia Mexicana de la Lengua.

## Werke
Gesamtausgabe:
- Obra y apuntes. 28 Bände. Ediciones de la Secretaría de Estado de Cultura, Santo Domingo 2008–2012, ISBN 978-9945-427-34-9.

Zu Lebzeiten erschienene Einzelausgaben:
- Ánforas, Imprenta de la Viuda de Montero. 1914.
- La combinación diplomática. 1916.
- Rodó y Rubén Darío. 1918.
- El ocaso del dogmatismo literario. 1919.
- Los Estados Unidos y la República Dominicana. 1919.
- Tablas cronológicas de la literatura cubana. Ediciones Archipiélago, 1929.
- Fosforescencias. Ediciones Archipiélago, 1930.
- El retorno de los galeones (bocetos hispánicos). Editoral Renacimiento, 1930.
- Panorama de la República Dominicana. 1935.
- Les influences Francaises sur la poésie Hipano-Americaine. Institut de Etudes Americaines, 1938.
- El Continente de la Esperanza. 1939.
- La independencia efímera, Fernand Sorlot. 1938.
- La conspiración de los Alcarrizos. Sociedad Intrustrial de Tipografía, 1941.
- Poetas cubanos de expresión francesa. Revista Iberoamericana, 1941.
- El Arzobispo Valera. Fundacao Romao de Mattos Duarte, 1944.
- Panorama histórico de la literatura dominicana. Companhia Brasileira de Artes Gráficas, Rio de Janeiro 1945.
- Cuentos insulares: cuadros de la vida cubana. Editorial Losada, Buenos Aires 1947.
- Pedro Henríquez Ureña. Antología. Librería Dominicana, Ciudad Trujillo 1950.
- El ideal de los trinitarios. Edisol, 1951.
- Episodios dominicanos. (1951).
- Garra de luz. Organización Nacional de Bibliotecas Ambulantes y Populares, 1958.
- El retorno de los galeones. Breve historia del modernismo. Fondo de Cultura Económica, Ciudad México 1960.
- De Rimbaud a Pasternak y Quasimodo. Ensayos sobre las literaturas contemporáneas. Fondo de Cultura Económica, Tezontle, Ciudad México  1960.
- Panorama histórico de la literatura cubana. Ediciones Mirador, La Habana 1963.
- Breve historia del modernismo. Fondo de Cultura Económica, Ciudad México 1964.

Posthum erschienen:
- Episodios dominicanos. Sociedad Dominicana de Bibliófilos, 1981. (Erzählungen).
- Mi padre. Perfil Biográfico de Francisco Henríquez y Carvajal. Feria del Libro, Santo Domingo 1988.
- Mi padre. Perfil Biográfico de Francisco Henríquez y Carvajal. Edición corregida y aumentada. Ediciones Cielonaranja, Santo Domingo 2011.